# Hoosick Falls
Hoosick Falls – wieś w Stanach Zjednoczonych, w stanie Nowy Jork, w hrabstwie Rensselaer.